# Hermann Beims
Hermann Beims (né le 26 avril 1863 à Haverlah et mort le 20 décembre 1931 à Magdebourg) est un artisan allemand et homme politique du SPD qui est actif dans la politique locale de la ville de Magdebourg à partir de 1905 et, en tant que maire de 1919 à 1931, donne une impulsion importante au développement de la ville.

## Biographie
Fils de tisserand, il étudie à l'école primaire de Goslar de 1878 à 1881 puis fait un apprentissage de menuisier. En 1887, il rejoint le SPD. En 1892, il s'installe comme charpentier à Goslar. Un an plus tard, le 1er avril 1893, il épouse à Goslar Minna Schwerdtfeger (morte le 25 novembre 1945 à Magdebourg), originaire de Baasdorf près de Köthen. En 1896, il abandonne son métier et travaille comme gérant. Entre 1899 et 1902, il exploite un jardin-restaurant à Osterode am Harz.
En 1902, il devient secrétaire des travailleurs à Magdebourg et à partir de 1906 secrétaire de l'association de district du SPD. De 1905 à 1917, il est membre du conseil municipal de Magdebourg et de 1917 à 1919, il est le premier conseiller municipal social-démocrate de Magdebourg. Le 24 avril 1919, il est élu maire de Magdebourg sans voix dissidentes et reste en fonction jusqu'en 1931. De 1919 à 1920, il est député de l'Assemblée nationale de Weimar et est ensuite élu plusieurs fois au Reichstag. Parfois, il est également député du parlement provincial de Saxe (de) et, à partir de 1926, membre du Conseil d'État prussien.
Dans son mandat, il recherche l'équilibre et le compromis. Magdebourg devient le centre du Neues Bauen, et pendant son mandat, des zones résidentielles modernes émergent dans les banlieues - y compris le lotissement Hermann-Beims (de) dans le quartier Stadtfeld-Est. D'autres bâtiments importants sont le centre d'exposition du parc Rotehorn (de) et l'hôtel de ville de Magdebourg (de).
Beims aspire à faire de Magdebourg la capitale d'une Allemagne centrale définie avant tout par sa géographie économique, mais cette unité politique, qui ne peut être créée que dans le cadre d'une réforme globale de l'État, est très controversée et n'est pas mise en œuvre.

## Honneurs
Magdebourg donne son nom à la colonie Hermann-Beims, qui est construite pendant son mandat. La Beimsstraße qui s'y trouve et la Beimsplatz attenante portent également son nom. Une rue porte également son nom dans sa ville natale d'Haverlah.